# Joseph Wright (roer)
 For alternative betydninger, se Joseph Wright. (Se også artikler, som begynder med Joseph Wright)
Joseph Walter Harris Joe Wright, Sr.  (14. januar 1864 – 18. oktober 1950) var en canadisk roer som deltog i de olympiske lege 1904 i St. Louis og 1908 i London.
Wright vandt en sølvmedalje i roning under OL 1904 i St. Louis. Han var med på den canadiske otter som kom på en andenplads efter den amerikanske båd fra Vesper Boat Club, Philadelphia. 
Roerne fra Argonaut Rowing Club, Toronto som repræsenterede Canada var Arthur Bailey, William Rice, George Reiffenstein, Phil Boyd, George Strange, William Wadsworth, Donald MacKenzie, Joseph Wright og Thomas Loudon som var styrmand. Der var kun to hold som deltog i denne klasse og finalen blev afholdt den 30. juli 1904.
Fire år senere, under OL 1908 i London var han med på den canadiske otter som kom på en tredjeplads-
Hans søn Joseph Wright, jr vandt en sølvmedalje i dobbeltsculler under OL 1928 i Amsterdam.